# デスゲーム (ウェブテレビ番組)
『デスゲーム』（DEATH GAME）は、インターネットテレビ局AbemaTVのウルトラゲームスで2018年2月9日から配信されているゲームバラエティ番組である。タイトルロゴには「AbemaTV ULTRA GAMES SINCE2018 Ride or Die」の副題が含まれる。2018年3月現在は2部制の120分番組。リニューアル後の『ゲーマーズウォー』もこの項目で扱う。

## 番組概要
「本当にやりたくない最凶の罰ゲームだからこそ本気になる」をお題目に、プレイヤー2組が自ら考案した罰ゲームを提示し、ビデオゲームで対戦。敗者は提示された罰ゲームを行使しなければならない。
原則3本勝負。対戦に使用されるビデオゲームは最新据え置き機のソフト、スマホアプリゲーム、ファミコンソフトまで様々。

### デスゲーム
番組開始時は司会・かまいたち、アシスタント・朝日奈央による進行のもと、芸人2組が対戦する形式だったが、2018年2月27日以降は曜日を移動し、2部制の120分番組となり、1部はこれまで同様芸人同士。後半2部はRaMu司会進行のもと、OPENREC.tvやYouTubeのゲーム配信者が対戦する。罰ゲームは給与公開、にゃんこスターのネタ完コピ、嫌いな先輩の暴露、親に相談、剃毛などさまざまだが、にゃんこスターのネタ完コピに関しては数週にわたって設けられたため、スタッフにより衣装、音楽、見本のネタ動画までが用意されている。
1部、2部は別スタジオ（1部：渋谷神宮前・Chateau Ameba、2部：渋谷道玄坂・OPENREC STUDIO）で収録しているため絡みはほとんどない。

### ゲーマーズウォー
4月10日をもって「デスゲーム」を終了。翌週17日より第2部を拡大した「ゲーマーズウォー」にリニューアル。「デスゲーム」の第2部で準レギュラーだったもこうが「ゲーマーズウォー」では固定の対戦相手となり、ゲストプレイヤーを迎え撃つ。
6月19日配信分で最終回。罰ゲーム10回分がたまったため、もこうのロケ罰ゲーム企画が配信された。後番組は「加藤純一の世界で一番ゲームを本気でやる男」。

## 出演者

### ゲーマーズウォー

#### 罰執行人[9]
- RaMu

#### ホスト
- もこう

### デスゲーム
それぞれ番組の進行を行う。

#### 1部
- かまいたち
- 朝日奈央

#### 2部
- RaMu